# Anastoechus nivosus
Anastoechus nivosus är en tvåvingeart som beskrevs av Greathead 1996. Anastoechus nivosus ingår i släktet Anastoechus och familjen svävflugor.
Artens utbredningsområde är Kenya. Inga underarter finns listade i Catalogue of Life.